# 拉尔夫·比希纳
拉尔夫·比希纳（德語：Ralf Büchner，1967年8月31日—），德国男子竞技体操运动员。他曾获得1988年夏季奥运会体操比赛男子团体全能银牌。他也参加了1992年夏季奥运会。